# Kennis Voor Het Leven
Kennis Voor Het Leven es una película del año 2005.

## Sinopsis
¿Cuál es la parte más grande del conocimiento? Para responder a esta pregunta, un joven alumno de una escuela coránica empieza un viaje de siete días a Djenné, una ciudad al oeste de África de una belleza antigua